# 鲁斯塔维足球俱乐部
鲁斯塔维足球俱乐部，是格鲁吉亚魯斯塔維市的足球俱乐部，现参加格鲁吉亚第二级的格鲁吉亚足球甲级联赛的赛事。该俱乐部成立于2015年，为格鲁吉亚足球联赛中最新队伍之一。

## 历史
该足球俱乐部成立于2015年7月3日，与该市历史上的其他足球俱乐部（戈尔达、金属、奥林匹）没有任何法律上的关联。

## 外部连接
- Profile on Soccerway （页面存档备份，存于）
- FC Rustavi Results （页面存档备份，存于）
- Facebook page （页面存档备份，存于）